# Catarina Macário
Catarina Cantanhede Melônio Macário (São Luís, Maranhão, Brasil, 4 de octubre de 1999) es una futbolista estadounidense de origen brasileño. Juega como centrocampista para el Chelsea de la Women's Super League de Inglaterra y para la selección de Estados Unidos.
Macário fue una jugadora consagrada en el fútbol universitario de los Estados Unidos. En 2017, fue nombrada Jugadora del Año de ESPNW. En 2018, repitió esta última distinción y ganó el Trofeo Hermann a la mejor jugadora de fútbol universitario.

## Biografía
Macário nació en São Luís, Maranhão, Brasil. Comenzó a jugar al fútbol a los 4 años, siguiendo los pasos de su hermano mayor, Steve. Se unió a una franquicia local del Club Flamengo, en la ciudad de São Luís y permaneció allí menos de 6 meses, luego pasó a la escuela de fútbol Cruzeiro. A los 7 años se mudó con su familia a Brasilia, capital de Brasil. Allí, Catarina jugó para la escuela de fútbol Santos, donde permaneció hasta que se mudó a los Estados Unidos en diciembre de 2011. En Brasil, Catarina siempre había jugado para equipos masculinos, solo comenzó a jugar en un equipo femenino tras arribar a los Estados Unidos. En 2011, a la edad de 12 años y sin hablar inglés, Macário se mudó con su padre y su hermano a San Diego, California, para perseguir su sueño de jugar al fútbol. Su madre, médica, permaneció en Brasil para mantener económicamente a la familia. Mientras jugaba para San Diego Surf como jugadora juvenil, rompió el récord de goles de todos los tiempos en la ECNL con 165 goles.

### Fútbol universitario
El 1 de febrero de 2017, Macário se comprometió a jugar para el Stanford Cardinal de la Universidad de Stanford. En su primer año, jugó 25 partidos, marcó 17 goles y consiguió 16 asistencias. Como resultado de su actuación, ganó varios premios, entre ellos "Jugadora del año de ESPNW", "Freshman del Año", "Delantera del Año de la Pac-12"  y "Freshman del Año de la Pac-12".
En 2018, su segundo año de universidad, Macário anotó 14 goles con 8 asistencias en 19 partidos jugados. El 11 de diciembre de 2018, recibió el premio a la Jugadora Nacional del Año. El 4 de enero de 2019, ganó el Trofeo MAC Hermann, otorgado a los mejores jugadores y jugadoras del país. Además, fue nombrada "Jugadora del año de ESPNW" y "Delantera del Año de la Pac-12" por segundo año consecutivo.
En su tercer año, Macário fue la ganadora del Honda Sports Award, otorgado a la mejor jugadora de fútbol universitario del país. También fue galardonada con el Trofeo MAC Hermann por segunda vez, convirtiéndose en la sexta mujer en ganar el premio consecutivamente desde que se estableció el galardón en 1988.

## Trayectoria
El 8 de enero de 2021, Macário anunció que abandonaría su cuarto y último año en la Universidad de Stanford para comenzar su carrera profesional. El 12 de enero de 2021, Lyon fichó a Macario por 2 años y medio.

## Selección nacional
Macário era elegible para jugar con la selección tanto de Brasil como de Estados Unidos. Fue convocada por Estados Unidos en varias selecciones juveniles. Macario declaró que tiene la intención de representar a Estados Unidos en la selección absoluta, rechazando varias propuestas de la Confederación Brasileña de Fútbol.
El 8 de octubre de 2020, Macário recibió su primera convocatoria para representar a Estados Unidos con la selección mayor. Más tarde, el mismo día, anunció en Twitter que había adquirido la ciudadanía estadounidense. El 13 de enero de 2021, la Federación de Fútbol de los Estados Unidos anunció que Macario recibió autorización de la FIFA para representar a este país a nivel internacional. El 18 de enero de 2021, Macario debutó con la selección estadounidense en el segundo tiempo de un partido amistoso contra la selección de Colombia, convirtiéndose en la primera ciudadana naturalizada en jugar para la selección absoluta femenina de Estados Unidos.
El 23 de junio de 2021, Macário fue convocada a los Juegos Olímpicos de Tokio 2020.

## Estadísticas

### Clubes
| Club              | País       | Año             |
| ----------------- | ---------- | --------------- |
| Olympique de Lyon | Francia    | 2021 - 2023     |
| Chelsea           | Inglaterra | 2023 - presente |

## Palmarés

### Títulos internacionales
| Título            | Equipo            | Sede  | Año     |
| ----------------- | ----------------- | ----- | ------- |
| Juegos Olímpicos  | Estados Unidos    | Tokio | 2020    |
| Liga de Campeones | Olympique de Lyon | Turín | 2021-22 |

(*) Incluyendo la Selección

### Distinciones individuales
| Distinción                        | Año  |
| --------------------------------- | ---- |
| Hermann Trophy                    | 2018 |
| Hermann Trophy                    | 2019 |
| Mejor Once de la Concacaf (IFFHS) | 2022 |